# Stazione di Lehnitz
La stazione di Lehnitz è la fermata ferroviaria che serve la località tedesca di Lehnitz, frazione della città di Oranienburg.

## Movimento
La fermata è servita dalla linea S 1 della S-Bahn.